# Real Audiencia de Extremadura
La Real Audiencia de Extremadura fue un tribunal de justicia creado por Carlos IV de España en la ciudad de Cáceres en el año 1790, y que funcionó hasta 1834, que con la entrada del Liberalismo fueron suprimidas las Reales Audiencias, pasando entonces a denominarse Audiencia Territorial de Extremadura.

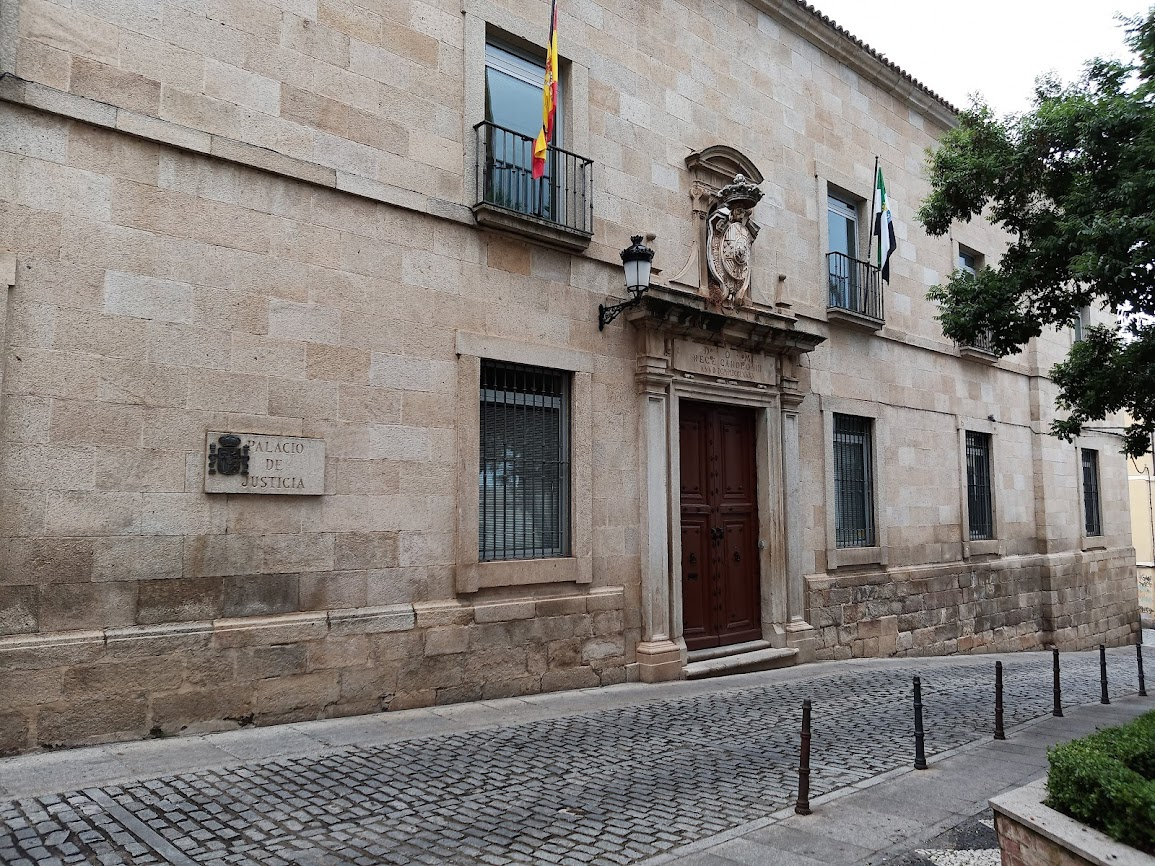
Audiencia Provincial de Cáceres.

## Historia
En 1775 las ciudades de Badajoz, Mérida y Plasencia, junto con la villa de Alcántara, únicos municipios de Extremadura que tenían voto en las Cortes, acudieron al Consejo de Castilla solicitando una Real Audiencia y alegando para ello los perjuicios que les ocasionaba a sus habitantes tener que litigar sus pleitos en la Real Audiencia y Chancillería de Valladolid o en la Real Chancillería de Granada. El Consejo decidió admitir la petición, promulgando una pragmática de 30 de mayo de 1790, instalando la sede del nuevo tribunal en la ciudad de Cáceres. Fue inaugurada el 27 de abril de 1791 con un solemne ceremonial.
Con motivo de las actuaciones políticas y bélicas, entre ellas la Guerra de la Independencia Española y el Trienio Liberal, la audiencia tuvo que abandonar su sede y trasladarse a diferentes lugares: Badajoz, Garrovillas, Valencia de Alcántara y Trujillo, hasta que finalmente por decreto de 26 de enero de 1834 fueron suprimidas las reales audiencias, pasando sus competencias a la recién creada Audiencia Territorial de Extremadura.